# Aegon Classic Birmingham 2016
AEGON Classic 2016 — жіночий тенісний турнір, що проходив на відкритих кортах з трав'яним покриттям. Це був 35-й за ліком турнір. Належав до категорії Premier у рамках Туру WTA 2016. Відбувся в Edgbaston Priory Club у Бірмінгемі (Англія). Тривав з 13 до 19 червня 2016 року.

## Призові очки і гроші

### Розподіл очок
| Дисципліна       | П   | Ф   | ПФ  | ЧФ  | 1/8 | 1/16 | Q       | Q2  | Q1  |
| Одиночний розряд | 470 | 305 | 185 | 100 | 55  | 1    | 25 / 18 | 13  | 1   |
| Парний розряд    | 470 | 305 | 185 | 100 | 1   | Н/Д  | Н/Д     | Н/Д | Н/Д |

### Розподіл призових грошей
| Дисципліна       | П        | Ф       | ПФ      | ЧФ      | 1/8     | 1/16   | Q      | Q2     | Q1     |
| Одиночний розряд | $146,200 | $77,850 | $41,555 | $22,310 | $11,930 | $5,735 | $3,400 | $1,815 | $1,005 |
| Парний розряд    | $45,620  | $24,340 | $13,310 | $6,780  | $3,675  | Н/Д    | Н/Д    | Н/Д    | Н/Д    |

## Учасниці основної сітки в одиночному розряді

### Сіяні
| Країна          | Гравчиня             | Рейтинг1 | Сіяна |
| --------------- | -------------------- | -------- | ----- |
| Польща          | Агнешка Радванська   | 3        | 1     |
| Німеччина       | Анджелік Кербер      | 4        | 2     |
| Румунія         | Сімона Халеп         | 5        | 3     |
| Швейцарія       | Белінда Бенчич       | 8        | 4     |
| Чехія           | Петра Квітова        | 11       | 5     |
| Іспанія         | Карла Суарес Наварро | 15       | 6     |
| США             | Медісон Кіз          | 16       | 7     |
| Чехія           | Кароліна Плішкова    | 17       | 8     |
| Велика Британія | Джоанна Конта        | 18       | 9     |

- 1 Рейтинг подано станом на 6 червня 2016.

### Інші учасниці
Нижче наведено учасниць, які отримали вайлд-кард на участь в основній сітці:
- Наомі Броді
- Петра Квітова
- Тара Мур
- Агнешка Радванська

Нижче наведено гравчинь, які пробились в основну сітку через стадію кваліфікації:
- Крістіна Макгейл
- Таміра Пашек
- Цветана Піронкова
- Катерина Сінякова

Як щасливий лузер в основну сітку потрапили такі гравчині:
- Магда Лінетт

### Знялись з турніру
До початку турніру
- Домініка Цібулкова → її замінила  Гезер Вотсон
- Сімона Халеп → її замінила  Магда Лінетт
- Світлана Кузнецова → її замінила  Каміла Джорджі

### Завершили кар'єру
- Белінда Бенчич (травма правого стегна)

## Учасниці основної сітки в парному розряді

### Сіяні
| Країна            | Гравчиня          | Країна            | Гравчиня           | Рейтинг1 | Сіяна |
| ----------------- | ----------------- | ----------------- | ------------------ | -------- | ----- |
| Китайський Тайбей | Чжань Хаоцін      | Китайський Тайбей | Чжань Юнжань       | 11       | 1     |
| Індія             | Саня Мірза        | США               | Коко Вандевей      | 24       | 2     |
| Чехія             | Андреа Главачкова | Чехія             | Луціє Шафарова     | 25       | 3     |
| Словенія          | Андрея Клепач     | Словенія          | Катарина Среботнік | 53       | 4     |

- 1 Рейтинг подано станом на 6 червня 2016.

### Інші учасниці
Нижче наведено пари, які отримали вайлдкард на участь в основній сітці:
- Белінда Бенчич /  Андреа Петкович
- Наомі Броді /  Гезер Вотсон
- Джоанна Конта /  Еліна Світоліна

Наведені нижче пари отримали місце як заміна:
- Місакі Дой /  Курумі Нара

### Знялись з турніру
До початку турніру
- Белінда Бенчич (травма правого стегна)

## Переможниці

### Одиночний розряд
- Медісон Кіз —  Барбора Стрицова, 6–3, 6–4

### Парний розряд
- Кароліна Плішкова /  Барбора Стрицова —  Ваня Кінґ /  Алла Кудрявцева, 6–3, 7–6(7–1)